# Lagrein
Lagrein is een rode inheemse druivensoort afkomstig uit Zuid-Tirol, Italië. De druif wordt gebruikt voor de productie van rode wijnen en roséwijnen (ook wel Kretzer genoemd). Lagrein is een iconische druivensoort die zijn wortels diep in de Zuid-Tiroolse traditie heeft, maar ook internationaal steeds meer waardering krijgt. Lagrein groeit het beste op kalkhoudende, kleiachtige bodems met een grindachtige ondergrond. De trossen zijn middelgroot en hebben een piramidale vorm. De druif is gevoelig voor plagen zoals mijten en vatbaar voor schimmelziekten zoals echte en valse meeldauw.  

## Oorsprong en Geschiedenis
Onderzoek heeft aangetoond dat Lagrein nauw verwant is aan andere Noord-Italiaanse druivensoorten zoals Teroldego en Marzemino, en dat er ook banden bestaan met Syrah, Dureza en Mondeuse Blanche. Tot de 18e eeuw verwees de naam "Lagrein" voornamelijk naar een witte variant, die waarschijnlijk sinds de middeleeuwen dominant was in de omgeving van Bolzano.  
- In 1379 wordt "Lagrinum bonum" genoemd in een document uit Termeno.
- Een tekst uit Bolzano uit 1498 verwijst naar "gueten weissen Lagrein" (goede witte Lagrein).
- In 1420 beschrijft een bron uit Bolzano "lægrein wein", terwijl de rode variant ("rot Lagrein") voor het eerst wordt vermeld in 1525 in het Tiroler programma van Michael Gaismair.

## Teelt en Verspreiding
Lagrein wordt voornamelijk verbouwd in Zuid-Tirol, met als belangrijkste teeltgebieden Bolzano en Gries. Door stedelijke uitbreiding is een deel van deze wijngaarden verdwenen, maar sinds de jaren 1990 is de druif aan een comeback begonnen. Nieuwe aanplantingen bevinden zich in de oostelijke delen van Bolzano (Piani en Rencio) en de nabijgelegen gemeente Ora.  
In 2009 werd Lagrein verbouwd op 416 hectare door 877 producenten, met een totale productie van 25.000 hectoliter rode wijn en 3.200 hectoliter rosé. De druif is opgenomen in verschillende D.O.C.-categorieën, waaronder:  
- Alto Adige Lagrein (rode wijn, inclusief riserva, en rosé).
- Trentino Lagrein.

## Internationale Aanplantingen
Buiten Italië wordt Lagrein verbouwd in:  
- Australië: De eerste vinificatie vond plaats in 1991. Sinds 2000 produceren ongeveer vijftien wijnhuizen pure variëteitswijnen.[1]
- Verenigde Staten: Lagrein wordt aangeplant in Californië en Oregon, maar meestal in een blend op de markt gebracht.[2]
- Duitsland: in de wijnregio Moezel zijn aanplantingen te vinden.

## Synoniemen
Lagrein is ook bekend onder de namen Blauer Lagrain, Burgundi Lagrein, Lagrain, Lagrino en Lagroin.